# Dovenir Domingues Neto
Dovenir Domingues Neto (ur. 5 września 1981 w Uberlandia) – brazylijski futsalista, zawodnik z pola, gracz Gazprom UGRA i reprezentacji Brazylii. W 2012 roku został MVP Mistrzostw Świata, reprezentacja Brazylii z Neto w składzie wygrała cały turniej.